# Asii Chemnitz Narup
Asii Chemnitz Narup (geboren 1954) is een Groenlands politica en parlementslid, en is de huidige en eerste burgemeester van Sermersooq, de gemeente waar hoofdstad Nuuk deel van uitmaakt. 
Chemnitz Narup is lid van de separatistische Inuitgemeenschap en was eerder van 2005 tot 2006 minister van Milieu en Volksgezondheid, maar nam ontslag uit protest tegen wat zij een slecht werkende regering noemde. Ze werd op 8 april 2008 verkozen tot eerste burgemeester van Sermersooq, een van de gemeenten waarin Groenland sinds 1 januari 2009 is onderverdeeld. 
Asii Chemnitz Narup is woonachtig aan de Tupaarnat te Nuussuaq, een buitenwijk van Nuuk.